# Artistique-Weltmeisterschaft 2009

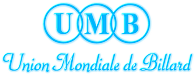
Logo UMB (ausrichtender Verband)

Die Billard-Artistique-Weltmeisterschaft 2009 war das 28. Turnier in dieser Disziplin des Karambolagebillards und fand vom 30. September bis zum 4. Oktober 2009 in Kastamonu statt. Es war die erste Artistique-WM in der Türkei.

## Geschichte
Nach 22 Jahren wurde mit Eric Daelman wieder einmal ein Belgier Artistique-Weltmeister. Im Finale besiegte er den Titelverteidiger Haci Arap Yaman aus der Türkei mit 3:2 Sätzen. Der Belgier Walter Bax und der Niederländer Martin van Rhee teilten sich Platz drei.

## Modus
Gespielt wurde eine Gruppenphase als Vorrunde, bei der sich die beiden Gruppenbesten für die Final-Gruppenrunde qualifizierten, in denen die gesetzten Akteure mitspielten. Danach trafen die beiden Gruppenbesten im K.-o.-System aufeinander. Das Satzverhältnis spielte in der Endabrechnung keine Rolle mehr. Es wurden nur die prozentual gelösten Figuren gewertet.
Gewertet wurde wie folgt:
1. Matchpunkte (MP)
2. % gelöste Figuren

## Gesetzte Spieler
1. Haci Arap Yaman (Titelverteidiger)
2. Nobuyasu Sakai (ACBC)
3. Kevin Tran (CEB)
4. Sander Jonen (CEB)
5. Martin van Rhee (CEB)
6. Serdar Gümüş (Wildcard TBF)
7. Xavier Fonellosa (Wildcard CEB)
8. Baris Cin (Wildcard UMB)

## Turnierverlauf

### Vorrunden-Gruppenphase
| Platz | Name            | MP | SV  | Punkte | mögliche Pkte | %       | Best %  |
| ----- | --------------- | -- | --- | ------ | ------------- | ------- | ------- |
| 1     | Eric Daelman    | 6  | 9:3 | 490    | 802           | 61,09 % | 73,73 % |
| 2     | Hajime Watanabe | 4  | 7:5 | 415    | 751           | 55,25 % | 60,70 % |
| 3     | Michel Parra    | 2  | 7:6 | 456    | 844           | 54,02 % | 65,65 % |
| 4     | Manfred Hekerle | 0  | 0:9 | 262    | 576           | 45,48 % | –       |

| Platz | Name        | MP | SV  | Punkte | mögliche Pkte | %       | Best %  |
| ----- | ----------- | -- | --- | ------ | ------------- | ------- | ------- |
| 1     | Walter Bax  | 6  | 9:0 | 424    | 596           | 71,14 % | 75,39 % |
| 2     | Senol Oztas | 4  | 6:4 | 326    | 646           | 50,46 % | 49,80 % |
| 3     | Yavuz Öney  | 2  | 3:7 | 289    | 633           | 45,65 % | 61,96 % |
| 4     | Kohei Kano  | 0  | 2:9 | 324    | 730           | 44,38 % | –       |

| Platz | Name           | MP | SV  | Punkte | mögliche Pkte | %       | Best %  |
| ----- | -------------- | -- | --- | ------ | ------------- | ------- | ------- |
| 1     | Michael Hammen | 4  | 8:4 | 524    | 826           | 63,43 % | 80,10 % |
| 2     | Rob Scholtes   | 4  | 7:6 | 537    | 924           | 58,11 % | 69,96 % |
| 3     | Jean Reverchon | 2  | 4:8 | 492    | 772           | 63,73 % | 70,41 % |
| 4     | Franz Heigl    | 2  | 7:8 | 579    | 1044          | 55,45 % | 55,94 % |

| Platz | Name                 | MP | SV  | Punkte | mögliche Pkte | %       | Best %  |
| ----- | -------------------- | -- | --- | ------ | ------------- | ------- | ------- |
| 1     | Thomas Ahrens        | 6  | 9:2 | 472    | 691           | 68,30 % | 74,28 % |
| 2     | Koray Kirman         | 4  | 8:5 | 525    | 836           | 62,79 % | 60,06 % |
| 3     | Juan Carlos Cuadrado | 2  | 5:6 | 364    | 694           | 52,44 % | 60,11 % |
| 4     | Jeong Yong-seok      | 0  | 0:9 | 203    | 576           | 35,24 % | –       |

### Endrunden-Gruppenphase
| Platz | Name            | MP | SV  | Punkte | mögliche Pkte | %       | Best %  |
| ----- | --------------- | -- | --- | ------ | ------------- | ------- | ------- |
| 1     | Walter Bax      | 6  | 9:0 | 459    | 591           | 77,66 % | 83,33 % |
| 2     | Haci Arap Yaman | 4  | 6:5 | 536    | 775           | 69,16 % | 68,21 % |
| 3     | Baris Cin       | 2  | 4:7 | 392    | 723           | 54,21 % | 56,58 % |
| 4     | Senol Oztas     | 0  | 2:9 | 427    | 718           | 59,47 % | –       |

| Platz | Name             | MP | SV  | Punkte | mögliche Pkte | %       | Best %  |
| ----- | ---------------- | -- | --- | ------ | ------------- | ------- | ------- |
| 1     | Xavier Fonellosa | 6  | 9:4 | 611    | 867           | 70,47 % | 84,53 % |
| 2     | Thomas Ahrens    | 4  | 8:6 | 633    | 976           | 64,85 % | 69,55 % |
| 3     | Sander Jonen     | 2  | 6:6 | 545    | 818           | 66,62 % | 76,09 % |
| 4     | Hajime Watanabe  | 0  | 2:9 | 453    | 927           | 62,13 % | –       |

| Platz | Name         | MP | SV  | Punkte | mögliche Pkte | %       | Best %  |
| ----- | ------------ | -- | --- | ------ | ------------- | ------- | ------- |
| 1     | Rob Scholtes | 4  | 8:5 | 632    | 861           | 73,40 % | 81,46 % |
| 2     | Eric Daelman | 4  | 6:6 | 571    | 853           | 66,94 % | 68,33 % |
| 3     | Serdar Gümüş | 2  | 5:8 | 631    | 896           | 70,42 % | 82,08 % |
| 4     | Kevin Tran   | 2  | 7:7 | 645    | 924           | 69,80 % | 80,97 % |

| Platz | Name            | MP | SV  | Punkte | mögliche Pkte | %       | Best %  |
| ----- | --------------- | -- | --- | ------ | ------------- | ------- | ------- |
| 1     | Martin van Rhee | 6  | 9:5 | 666    | 952           | 69,95 % | 74,69 % |
| 2     | Michael Hammen  | 4  | 8:6 | 581    | 899           | 64,62 % | 69,96 % |
| 3     | Koray Kirman    | 2  | 7:6 | 613    | 878           | 69,81 % | 76,50 % |
| 4     | Nobuyasu Sakai  | 0  | 2:9 | 371    | 698           | 53,15 % | –       |

## K.-o.-Runde
|  | Viertelfinale Best of 5 | Viertelfinale Best of 5 |                         |                         | Halbfinale Best of 5 | Halbfinale Best of 5 |  |  | Finale Best of 5 | Finale Best of 5 |
|  |                         |                         |                         |                         |                      |                      |  |  |                  |                  |
|  | Rob Scholtes            | 0:2/1:3/146/263/55,51 % |                         |                         |                      |                      |  |  |                  |                  |
|  | Haci Arap Yaman         | 2:0/3:1/180/273/65,93 % |                         |                         |                      |                      |  |  |                  |                  |
|  | Haci Arap Yaman         | 2:0/3:1/180/273/65,93 % | Haci Arap Yaman         | 2:0/3:2/180/338/53,25 % |                      |                      |  |  |                  |                  |
|  |                         |                         | Haci Arap Yaman         | 2:0/3:2/180/338/53,25 % |                      |                      |  |  |                  |                  |
|  |                         | Martin van Rhee         | 0:2/2:3/159/338/47,04 % |                         |                      |                      |  |  |                  |                  |
|  | Martin van Rhee         | Martin van Rhee         | 0:2/2:3/159/338/47,04 % | 2:0/3:2/251/338/74,26 % |                      |                      |  |  |                  |                  |
|  | Martin van Rhee         |                         |                         | 2:0/3:2/251/338/74,26 % |                      |                      |  |  |                  |                  |
|  | Thomas Ahrens           | 0:2/2:3/221/331/66,76 % |                         |                         |                      |                      |  |  |                  |                  |
|  |                         |                         | Haci Arap Yaman         | 0:2/2:3/271/358/75,69 % |                      |                      |  |  |                  |                  |
|  |                         | Eric Daelman            | 2:0/3:2/271/355/76,33 % |                         |                      |                      |  |  |                  |                  |
|  | Xavier Fonellosa        | 0:2/2:3/182/271/67,15 % |                         |                         |                      |                      |  |  |                  |                  |
|  | Eric Daelman            | 2:0/3:2/211/275/76,72 % |                         |                         |                      |                      |  |  |                  |                  |
|  | Eric Daelman            | 2:0/3:2/211/275/76,72 % | Eric Daelman            | 2:0/3:2/236/323/73,06 % |                      |                      |  |  |                  |                  |
|  |                         |                         | Eric Daelman            | 2:0/3:2/236/323/73,06 % |                      |                      |  |  |                  |                  |
|  |                         | Walter Bax              | 0:2/2:3/195/320/60,93 % |                         |                      |                      |  |  |                  |                  |
|  | Walter Bax              | Walter Bax              | 0:2/2:3/195/320/60,93 % | 2:0/3:2/216/338/63,90 % |                      |                      |  |  |                  |                  |
|  | Walter Bax              |                         |                         | 2:0/3:2/216/338/63,90 % |                      |                      |  |  |                  |                  |
|  | Michael Hammen          | 0:2/2:3/209/335/62,38 % |                         |                         |                      |                      |  |  |                  |                  |

## Abschlusstabelle
| Phase                                 | Platz | Name                 | MP | SV    | Punkte | mögliche Punkte | %       | Best %  |
| ------------------------------------- | ----- | -------------------- | -- | ----- | ------ | --------------- | ------- | ------- |
| Finale                                | 1     | Eric Daelman         | 16 | 24:14 | 1779   | 2608            | 68,21 % | 76,72 % |
| Finale                                | 2     | Haci Arap Yaman      | 8  | 14:11 | 1167   | 1744            | 66,91 % | 68,21 % |
| Halb- finale                          | 3     | Walter Bax           | 14 | 23:5  | 1294   | 1845            | 66,70 % | 83,33 % |
| Halb- finale                          | 3     | Martin van Rhee      | 8  | 14:10 | 1036   | 1553            | 70,13 % | 74,69 % |
| Viertel- finale                       | 5     | Xavier Fonellosa     | 6  | 10:7  | 793    | 1138            | 69,68 % | 84,53 % |
| Viertel- finale                       | 6     | Thomas Ahrens        | 10 | 19:11 | 1326   | 1998            | 66,36 % | 69,75 % |
| Viertel- finale                       | 7     | Rob Scholtes         | 8  | 15:13 | 1315   | 2048            | 64,20 % | 81,46 % |
| Viertel- finale                       | 8     | Michel Hammen        | 8  | 18:13 | 1314   | 2060            | 63,78 % | 64,62 % |
| Gruppen- phase 2                      | 9     | Serdar Gümüş         | 2  | 5:8   | 631    | 896             | 70,42 % | 82,08 % |
| Gruppen- phase 2                      | 10    | Sander Jonen         | 2  | 6:6   | 545    | 818             | 66,62 % | 76,09 % |
| Gruppen- phase 2                      | 11    | Koray Kirman         | 6  | 15:11 | 1138   | 1714            | 66,39 % | 76,50 % |
| Gruppen- phase 2                      | 12    | Baris Cin            | 2  | 4:7   | 392    | 723             | 54,21 % | 56,58 % |
| Gruppen- phase 2                      | 13    | Kevin Tran           | 2  | 7:7   | 645    | 924             | 69,80 % | 80,97 % |
| Gruppen- phase 2                      | 14    | Hajime Watanabe      | 4  | 9:14  | 868    | 1480            | 58,64 % | 60,70 % |
| Gruppen- phase 2                      | 15    | Senol Oztas          | 4  | 8:13  | 753    | 1364            | 55,20 % | 51,01 % |
| Gruppen- phase 2                      | 16    | Nobuyasu Sakai       | 0  | 2:9   | 371    | 698             | 53,15 % | –       |
| Gruppen- phase 1                      | 17    | Jean Reverchon       | 2  | 4:8   | 492    | 772             | 63,73 % | 70,41 % |
| Gruppen- phase 1                      | 18    | Michel Parra         | 2  | 7:6   | 456    | 844             | 54,02 % | 65,65 % |
| Gruppen- phase 1                      | 19    | Juan Carlos Cuadrado | 2  | 5:6   | 364    | 694             | 52,44 % | 60,11 % |
| Gruppen- phase 1                      | 20    | Yavuz Öney           | 2  | 3:7   | 289    | 633             | 45,65 % | 61,96 % |
| Gruppen- phase 1                      | 21    | Franz Heigl          | 2  | 7:8   | 579    | 1044            | 55,45 % | 55,94 % |
| Gruppen- phase 1                      | 22    | Manfred Hekerle      | 0  | 0:9   | 262    | 576             | 45,48 % | –       |
| Gruppen- phase 1                      | 23    | Kohei Kano           | 0  | 2:9   | 324    | 730             | 44,38 % | –       |
| Gruppen- phase 1                      | 24    | Jeong Yong-seok      | 0  | 0:9   | 203    | 576             | 35,24 % | –       |
| Turnierdurchschnitt: 62,19 % (Gesamt) |       |                      |    |       |        |                 |         |         |